# Louis Desnoyers

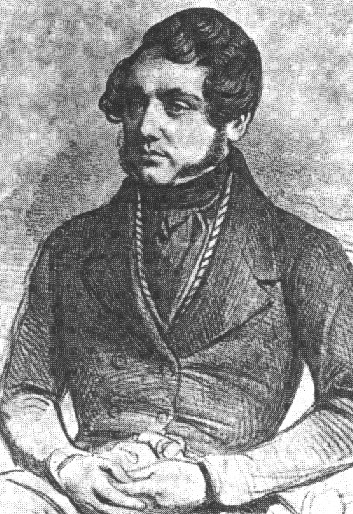
Louis Desnoyers

Louis Desnoyers (* 23. Februar 1802 in Replonges, Département Ain; † 17. Dezember 1868 in Paris) war ein französischer Journalist und Schriftsteller.

## Leben
Desnoyers arbeitete zuerst bei einem Notar, bevor er (1828) nach Paris zog, wo er sich politisch aktiv der Opposition anschloss.
Nachdem er für einige politisch-liberale Zeitungen gearbeitet hatte, wurde er 1832 Mitbegründer und Chefredakteur der satirischen Zeitschrift Le Charivari.
1837 wurde er Mitbegründer der Société des Gens de Lettres in der unter anderen auch Honoré de Balzac, Victor Hugo, Alexandre Dumas, George Sand Mitglieder waren.
Ebenfalls wurde er Mitbegründer der Zeitschrift Le Siècle. Nachdem er sich auch als Schriftsteller und durch Vaudevilles, (zuerst unter dem Pseudonym Derville) schon einen bedeutenden Namen machte, rief er 1854 das Blatt Messager des dames et des demoiselles ins Leben.
Louis Desnoyers starb am 17. Dezember 1868 in Paris und fand auf dem Friedhof Père-Lachaise (Division 55) seine letzte Ruhestätte.

## Werke
- Les aventures de Jean-Paul Choppart, 1832
- Mémoires d'une pièce de cent sous, 1837
- Les Aventures de Robert Robert, 1840
- De l’Opéra en 1847, à propos de Robert Bruce, des directions passées, de la direction présente, 1847
- Les Béotiens de Paris